# 아마사
아마사는 구약성경에 나오는 연합 이스라엘 왕국의 장군으로 다윗 왕 시기에 활동했다. 세바의 난을 진압하던 도중 사령관 요압에게 살해당했다.
아마사는 이트라의 아들로 정확한 생애는 알 수 없지만 아버지 이트라는 요압의 어머니 츠루야의 자매 나하스의 딸 아비가일과 혼인 관계라 요압 장군과도 관련이 있었다.
아마사는 압살롬의 난으로 다윗이 피신할 때 군대를 지휘하는 것으로 처음 등장한다. 압살롬이 요르단강을 건너자 요압을 대신해서 군대를 이끌었다.
이후 세바의 난이 일어나자 다윗의 명령으로 군대를 이끌고 요압과 합류하기 위해 기브온으로 갔다. 하지만 아마사는 그곳에서 요압의 칼에 배를 찔려 살해당했다.
요압이 아마사를 죽인 이유는 다윗이 요압대신 군장으로 삼으려해서였다. 요압은 아마사의 군대를 흡수했고 그의 시체는 사람들이 그 위에 옷을 던져 놓았다고 기록되어 있다.